# Áfram Latibær!
Áfram Latibær! (traducido al español; ¡Vamos LazyTown!) es una obra teatral infantil islandesa creada y protagonizada por Magnús Scheving, basada en el libro de su autoría y mismo nombre. La obra se estrenó en 1996 y fue muy popular. Fue dirigida por  Baltasar Kormákur, y el reparto incluía a Magnús Scheving, Selma Björnsdóttir, Steinn Ármann Magnússon, Ingrid Jónsdóttir, Jón Stefán Kristjánsson, Ólafur Guðmundsson, Magnús Ólafsson, Sigurveig Jónsdóttir, Sigurjón Kjartansson, Ari Matthíasson, Pálína Jónsdóttir, Þórhallur Ágústsson y Guðmundur Andrés Erlingsson. La obra sería en el futuro adaptada y se convertiría en la serie de televisión LazyTown.

## Argumento
La obra trata sobre los residentes de LazyTown que siempre son perezosos y llevan estilos de vida poco saludables. El alcalde recibe una carta del presidente informando sobre una competencia deportiva en LazyTown en la que los residentes tienen que competir. Después de que el alcalde no logra convencer a los residentes para que compitan en la competencia, llega Sportacus y les enseña a los residentes cómo vivir un estilo de vida saludable y los convence para que compitan. LazyTown finalmente termina ganando la competencia.

## Reparto
| Actor                       | Personaje                 | Personaje (nombre islandés) |
| --------------------------- | ------------------------- | --------------------------- |
| Magnús Scheving             | Sportacus                 | Íþróttaálfurinn             |
| Selma Björnsdóttir          | Stephanie Splitz          | Solla Stirða                |
| Steinn Ármann Magnússon     | Ziggy Zweets              | Sigurður "Siggi" Sæti       |
| Ingrid Jónsdóttir           | Trixie Troubleby          | Halla Hrekkjusvín           |
| Jón Stefán Kristjánsson     | Pixel Hyperbyte           | Goggi Mega                  |
| Ólafur Guðmundsson          | Stingy Spoilero           | Nenni Níski                 |
| Magnús Ólafsson             | Alcalde Milford Meanswell | Bæjarstjórinn               |
| Sigurveig Jónsdóttir        | Bessie Busybody           | Stína Símalína              |
| Sigurjón Kjartansson        | Jives                     | Magnús "Maggi" Mjói         |
| Ari Matthíasson             | Oficial obtuso Cartero    | Lolli Lögga Póstur          |
| Pálína Jónsdóttir           | Penny Pestella            | Eyrún Eyðslukló             |
| Þórhallur Ágústsson         | Ladrón 1                  | Þjófur 1                    |
| Guðmundur Andrés Erlingsson | Ladrón 2                  | Þjófur 2                    |

## Canciones
- "Lífið er fúlt í Latabæ (La vida es fea en Lazy Town)'' - Alcalde
- "Líttu á þetta Latibær (Mira este Lazy Town)" - Alcalde
- "Stína símalína (Línea Telefónica Stina)" - Bessie y el Alcalde
- "Öllu er lokið Latibær (Todo está terminado Lazy Town)" - Alcalde
- "Íþróttaálfurinn (Sportacus)" - Sportacus
- "Siggi sæti (Ziggy Zweets)" - Ziggy
- "Goggi mega (Pixel Hiperbyte)" - Pixel
- "Maggi mjói (Jives)" - Jives y su madre
- "Eyrún eyðslukló (Penny Pestella) " - Penny
- "Solla stirða (Stephanie Splitz)" - Stephanie
- "Halla hrekkjusvín (Trixie Troubleby)" - Trixie
- "Nenni níski (Stingy Spoilero)" - Stingy
- "Löggulagið (La canción del policía)" - Oficial
- "Áfram Latibær! (¡Vamos, Lazy Town!)" - Todos

## Impacto
La obra fue un éxito, e inspiró otros libros llamado Latibær á Ólympíuleikum (LazyTown en los Juegos Olímpicos), lanzado en 1996.
En 1999 se lanzaría otra obra teatral llamada Glanni Glæpur í Latabæ (Robbie Rotten en LazyTown), donde aparecería por primera vez el personaje de Robbie Rotten, interpretado por Stefán Karl Stefánsson.
Una banda sonora con las canciones de la obra teatral se lanzó en formato CD en 1996.
La canción ''Nenni níski'' posteriormente se convertiría en la canción ''It's Mine (''Es Mío'' en español)'', asimismo la canción ''Solla Stirða'' se convertiría en ''No puedo moverme''; ambas para la serie.